# The Montgomery Brothers and 5 Others
| Recensione | Giudizio |
| ---------- | -------- |
| AllMusic   |          |

The Montgomery Brothers and 5 Others è il primo album a nome The Montgomery Brothers, pubblicato dall'etichetta discografica World Pacific Records nel giugno del 1958 .

## Tracce

### LP
Lato A
Musiche di Buddy Montgomery.
1. Sound Carrier – 6:55
2. Lois Ann – 4:44
3. Bud's Beaux Arts – 7:32

Lato B
Musiche di Buddy Montgomery, eccetto dove indicato.
1. Bock to Bock – 10:08
2. All the Things You Are – 3:58 (testo: Oscar Hammerstein II – musica: Jerome Kern)
3. Billie's Bounce – 4:41 (musica: Charlie Parker)

## Musicisti
- Buddy Montgomery – vibrafono
- Wes Montgomery – chitarra
- Monk Montgomery – basso elettrico Fender
- Waymon "Punchy" Atkinson – sassofono tenore (brani: Sound Carrier / Bud's Beaux Arts / Bock to Bock / Billie's Bounce)
- Alonzo "Pookie" Johnson – sassofono tenore (brani: Sound Carrier / Bud's Beaux Arts / Bock to Bock / Billie's Bounce)
- Freddie Hubbard – tromba (brani: Sound Carrier / Bud's Beaux Arts / Bock to Bock / Billie's Bounce)
- Joe Bradley – piano (brani: Sound Carrier / Bud's Beaux Arts / Bock to Bock / Billie's Bounce)
- Paul Parker – batteria [3]

Note aggiuntive
- Richard Bock – produttore, foto copertina album originale
- Stanley Robertson (Los Angeles Sentinel) – note retrocopertina album originale [4]